# Urosigalphus venezuelaensis
Urosigalphus venezuelaensis är en stekelart som beskrevs av Gibson 1974. Urosigalphus venezuelaensis ingår i släktet Urosigalphus och familjen bracksteklar. Inga underarter finns listade i Catalogue of Life.